# Lõmala
Lõmala – wieś w Estonii, w prowincji Sarema, w gminie Salme.